# Karol Ferdynand Eichler
Karol Ferdynand Eichler (ur. 1792 w Bydgoszczy, zm. 1855 w Międzyrzecu Podlaskim) – aptekarz, żołnierz kampanii napoleońskiej w 1812 r., autor pierwszego polskiego podręcznika aptekarskiego.
Pochodził z niemieckiej rodziny wyznania ewangelickiego. Praktykował w różnych aptekach w Bydgoszczy. Dowodził furgonem aptecznym w wyprawie na Moskwę. Po 1812 r. pracował w Warszawie. W 1819 roku przybył do Międzyrzeca Podlaskiego. Rok później żeni się z Fany Matyldą z Hoeftów. Mieli jedenaścioro dzieci. Ich wnukami byli m.in. Eugeniusz, Józef Pankiewicz oraz Witold Eichler.
Karol Ferdynand Eichler był znanym w Królestwie Polskim aptekarzem. Sam uprawiał zioła, potrzebne mu do wyrobu medykamentów. Walczył z cholerą, która trzykrotnie nawiedzała Międzyrzec. Jego sposobem kuracji było szorowanie ciała chorego w gorącej kąpieli ryżową szczotką, potem podawanie mikstury ziołowej do picia. Te zabiegi miały podnieść siły odpornościowe organizmu. Eichler uratował życie nie tylko wielu Polakom, ale i carskim żołnierzom, którzy przywlekli do Polski tę chorobę w czasie powstania listopadowego. Za walkę z epidemią otrzymał od cara szlachectwo.
W 1847 roku napisał „Instrukcję dla mojej apteki” – pierwszy polski kodeks dla aptekarza i jego rodziny. Zawarł w niej wskazówki dotyczące organizacji apteki, obsługi klientów, wyboru lekarstw, etyki aptekarza itp. Opublikował w Tygodniku Lekarskim w 1852 roku serię artykułów z pobytów na kuracjach w wodach zdrojowych. Rękopis Pamiętnika oraz inne pamiątki rodzinne Eichlerów są w zbiorach Muzeum Farmacji w Warszawie. Korespondencja naukowa Bogumira Eichlera z Marianem Raciborskim znajduje się w Bibliotece Uniwersytetu Jagiellońskiego.
Rok 2005 został w Międzyrzecu ogłoszony rokiem rodziny Eichlerów. Na ten rok przypadła bowiem 150 rocznica śmierci Karola Ferdynanda i 100 jego syna Bogumira Eichlera – badacza przyrody okolic Międzyrzeca.